# 奧德里斯·若瑟·巴契基斯
奧德里斯·尤奧扎斯·巴契基斯（1937年2月1日—）是立陶宛籍天主教司鐸級樞機及維爾紐斯總教區榮休總主教。

## 生平
奧德里斯於1937年2月1日在立陶宛第二大城市和舊都考那斯的外交官家庭出生。二戰期間（1938年），他的父親被分配到法國西部的家庭。在伊西萊穆利諾神學院學習哲學。他隨後前往羅馬，在宗座額我略大學、宗座教會法學院（Pontifical Ecclesiastical Academy）和宗座拉特朗大學學習，獲得了教會法博士學位。
他於1961年3月18日在考那斯總教區晉鐸。然後，他在美國為立陶宛人提供牧靈工作，並於1964年在羅馬完成了他的學業。在1964年，他進入了聖座外交部工作，擔任聖座駐菲律賓（1964年至1965年）、哥斯達黎加（1965年至1967年）、土耳其（1967年至1970年）和尼日利亞大使（1970年至1973年）。
他於1975年代表聖座在維也納的聯合國會議，並於1979年成為教會公共事務理事會副理事長。他於1988年10月4日晉牧，並獲教宗若望保祿二世任命為聖座駐荷蘭大使，領梅塔領銜總教區總主教銜。
1991年12月24日任為維爾紐斯總教區總主教。2002年至2005年和1993年至1999年，任立陶宛主教團主席和1999年至2002年和2005年起任副主席。2001年2月21日被任為司鐸級樞機。他於2013年4月5日榮休，吉塔拉斯·格魯沙斯接任維爾紐斯總教區正權總主教。